# Wenzel IV của Bohemia
Wenzel IV của Bohemia (tiếng Séc: Václav; còn được gọi là Wenzel der Faule)  (26 tháng 2 năm 1361 - 16 tháng 8 năm 1419) thừa kế ngôi Vua của Bohemia 1363 và được bầu làm Vua La Mã Đức 1376. Ông là vua Bohemia và vua Đức thứ ba của Triều đại Luxemburg. Wenzel bị tước chức ngôi Vua La Mã Đức vào năm 1400, nhưng vẫn tiếp tục cai trị như là Vua của Bohemia cho đến khi ông qua đời.

## Tiểu sử
Wenzel sinh ra tại thành phố đế quốc Nürnberg, là con trai của Hoàng đế Karl IV và người vợ thứ ba, Anna von Schweidnitz. Cha ông đã phong ông làm Vua của Bohemia vào năm 1363 lúc ông mới được hai tuổi và năm 1373 cũng tậu được cho ông chức Tuyển hầu tước của Brandenburg. Vào năm 1376 khi Karl IV thành công trong việc bầu cử Wenzel làm Vua La Mã Đức bởi các tuyển hầu tước, 2 trong 7 phiếu, là của Brandenburg và Bohemia, giữ bởi hoàng đế và con trai ông.
Để đảm bảo cuộc bầu cử của con trai ông, Karl IV thu hồi các đặc quyền của nhiều thành phố đế quốc ông đã cấp trước đó, và thế chấp họ cho các quý tộc khác. Các thành phố, tuy nhiên, không phải bất lực, và là những người điều hành hòa bình công cộng, đã phát triển thành một lực lượng quân sự mạnh. Hơn nữa, Karl IV đã tổ chức các thành phố thành các liên đoàn, ông đã làm cho họ có thể hợp tác với nhau với nỗ lực lớn. Thật vậy, vào ngày 04 tháng 7 năm 1376, hai ngày sau cuộc bầu cử Wenzel, 14 thành phố Schwaben liên kết với nhau thành Liên đoàn các thành phố Schwaben để bảo vệ quyền lợi của họ chống lại nhà vua mới được bầu, tấn công các vùng đất của Eberhard II, Bá tước của Württemberg. Liên đoàn các thành phố sớm thu hút các thành viên khác và cho đến năm 1389 đã hành động như một nhà nước tự trị trong Đế chế.

### Cai trị
Khi Karl mất năm 1378, Wenzel thừa hưởng vương miện của Bohemia và như Hoàng đế đắc cử ông đảm nhiệm chính phủ của Thánh chế La Mã.
Trong năm 1387 một cuộc tranh cãi giữa Friedrich, Công tước xứ Bayern, và các thành phố của liên đoàn Schwaben liên minh với Tổng Giám mục Salzburg đưa tới một cuộc chiến tranh tổng quát ở Schwaben, trong đó các thành phố, bị suy yếu do sự cô lập của họ, ganh tị lẫn nhau và xung đột nội bộ, đã bị đánh bại bởi các lực lượng của Eberhard II, Bá tước của Württemberg, tại Döffingen, gần Grafenau, vào ngày 24 Tháng 8 1388. Các thành phố bị chiếm lấy riêng biệt và bị tàn phá. Hầu hết các thành phố lặng lẽ chấp thuận khi vua Wenzel tuyên bố một cuộc sắp xếp mâu thuẫn tại Cheb (Eger) trong năm 1389 mà cấm tất cả các liên đoàn giữa các thành phố, đồng thời khẳng định quyền tự chủ chính trị của họ. Giải quyết này cung cấp một chút ít ổn định trong nhiều thập kỷ tiếp theo, tuy nhiên các thành phố không còn là nền móng của nhà cầm quyền đế quốc trung ương.

### Vua của Bohemia

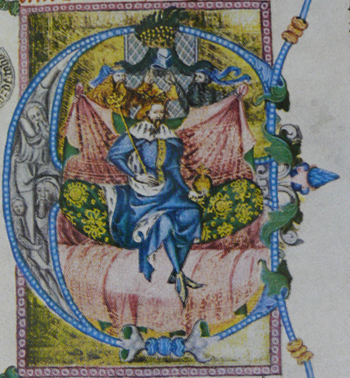
Vua Wenzel được vẽ trong kinh thánh của ông (cuối thế kỷ 14)

Trong suốt Triều đại lâu dài của mình, Wenzel chỉ có quyền lực mỏng manh, vì ông ta luôn có những cuộc xung đột với giới quý tộc Bohemia lãnh đạo bởi nhà Rosenberg. Trong hai lần ông thậm chí còn bị giam cầm một thời gian dài bởi giới quý tộc nổi loạn.